# Ideal nil
Em matemática, mais precisamente na teoria de anéis, um ideal de um anel é um ideal nil se todos os seus elementos forem nilpotentes. O nilradical de um anel comutativo é um exemplo de ideal nil; de fato, ele é o ideal maximal do anel em relação à propriedade de ser nil. Apesar deste exemplo, a teoria de ideais nil é mais interessante no caso dos anéis não comutativos, em que vários problemas ainda permanecem elusivos—por exemplo, a conjectura de Köthe.